# Zakrzów (Środa Śląska)
Pour les articles homonymes, voir Zakrzów.
Zakrzów est une localité polonaise de la gmina et du powiat de Środa Śląska en voïvodie de Basse-Silésie.